# Batyriewo
Batyriewo (ros. Батырево, czuwas. Патăръел) – wieś (ros. село, trb. sieło) w należącej do Rosji autonomicznej republice Czuwaszji.
Miejscowość leży nad rzeką Buła, ok. 56 km na południe od miasta Kanasz. Batyriewo liczy 5 702 mieszkańców (2005) i jest ośrodkiem administracyjnym rejonu batyriewskiego.